# Jonage
Jonage – miejscowość i gmina we Francji, w regionie Owernia-Rodan-Alpy, w departamencie Rodan.
Według danych na rok 1990 gminę zamieszkiwało 5076 osób, a gęstość zaludnienia wynosiła 419 osób/km² (wśród 2880 gmin regionu Rodan-Alpy Jonage plasuje się na 171. miejscu pod względem liczby ludności, natomiast pod względem powierzchni na miejscu 972.).